# 島重治
島 重治（しま しげはる、1872年 - 1959年）は、長崎県出身の日本の土木技術者・土木工学者、都市計画家。内務省土木局第一技術課長、大阪市土木部長・理事、土木学会関西支部長・名誉員。関西工学専修学校（現：大阪工業大学）の創設時協力者。

## 来歴・人物
1897年、東京帝国大学工科大学土木工学科卒業。
大阪市に入り、のちの大阪府知事で農務次官の西村捨三大阪築港事務所長の下に大阪築港に従事する。
1905年に退職。韓国政府に招請され、韓国灯台局長などを務める。
1911年、内務省に入り、新潟土木出張所で信濃川の大河津分水工事、千曲川改修工事に従事した。
1922年、大阪市土木課長に転じた後、関西工学専修学校（現：大阪工業大学）の創設時協力者となる。1924年に内務省土木局第一技術課長となり、1928年に退任する。
その後関一市長の懇望によって、ふたたび大阪市に入り、理事・土木部長に就き、街路、公園などの事業の推進に努め、大阪市の都市計画事業に尽くし、大阪城公園や新大阪ホテルの建設にも携わり、1934年に退職した。

## 栄典
- 1930年（昭和5年）12月5日 - 帝都復興記念章[3]
- 1951年（昭和26年）5月 - 土木学会名誉員[4]